# Sint-Jozefskerk (Gent)
De Sint-Jozefskerk is een neogotische parochiekerk in de Belgische stad Gent. De kerk staat aan de Wondelgemstraat in de wijk Rabot. De kerk werd in 2003 beschermd als monument.

## Geschiedenis
De Sint-Jozefsparochie parochie is afgesplitst van de reeds bestaande parochie van Sint-Jan Baptist, nadat het aantal inwoners snel toenam. In 1866 werd er daarom een proosdij gesticht, die in 1872 tot parochie werd verheven. In 1880 werd de eerste steen voor de nieuwe kerk gelegd en op 4 maart 1883 werd de kerk ingewijd. De kerk is ontworpen door Auguste Van Assche en werd gebouwd op grond van de textielbaronnen Charles de Hemptinne en Joseph de Hemptinne. De neogotische kerk doet denken aan een 13e-eeuwse kerk in Scheldegotiek.

## Interieur
Het interieur is versierd met veelkleurige baksteen, in navolging van de victoriaanse architectuur. De beeldhouwer Matthias Zens schiep het retabel boven het altaar, en ook de preekstoel en de biechtstoelen. De glas-in-loodramen dateren van 1910-1926 en zijn vervaardigd door het atelier Casier.
Het orgel stamt uit 1913 en werd vervaardigd door de firma Geurts te Berchem. De communiebank uit 1919 is vervaardigd door Wieme, en de kruiswegstaties zijn van Coppejans en Vonk.

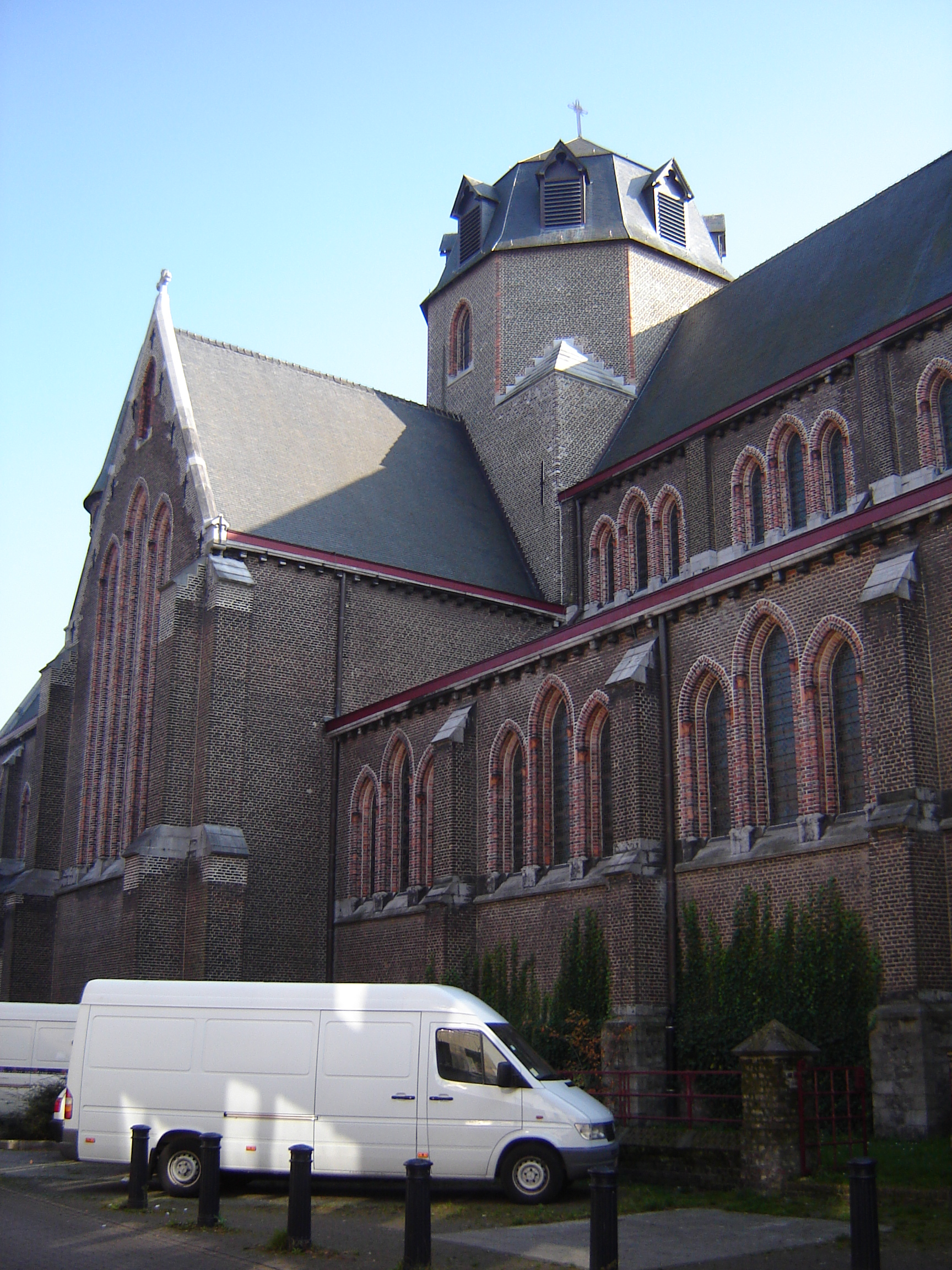
Sint-Jozefskerk, transept